# 로사토 형제
로사토 형제(Rosato Brothers)는 프랜시스 포트 코폴라 감독이 제작한 대부2에 등장하는 인물들 중 하나로 하이먼 로스의 하수인들이다.

## 작품 속 생애
로사토 형제는 대부2의 전편인 대부나 영화의 원작인 마리오 푸조의 대부 (소설)에는 언급조차 되지 않아 대부2 이전의 삶은 알 길이 없다. 다만 극중 대화를 통해 로사토 형제는 클레멘자 휘하의 중간보스들 중 하나로서 클레멘자 사후 하이먼 로스에게 신종한 것을 유추할 수 있다.
로사토 형제는 클레멘자 사후 그의 소속이었던 뉴욕 구역을 둘러싸고 클레멘자의 후계자인 펜탄젤리와 갈등하였고, 로스의 밀명을 받아 협상에 임하는 펜탄젤리를 교살하고자 하였으나 경찰에게 발각되어 실패하였다.
하이먼 로스의 몰락과 함께 추락한 로사토 형제는 코를레오네 세력의 위협을 피해 여러 나라를 전전하며 도피 생활을 이어갔다.